# Montagne de Reims
Die Montagne de Reims (übersetzt etwa: 'das Gebirge von Reims'; in Deutschland oft 'Reimser Hügelland' genannt) ist ein bewaldetes geographisches Ensemble, das zwischen Reims und Épernay im Département Marne in der französischen Region Grand Est liegt und zum Teil als Regionaler Naturpark Montagne de Reims (frz.: Parc naturel régional de la Montagne de Reims) geschützt ist.

## Geographie

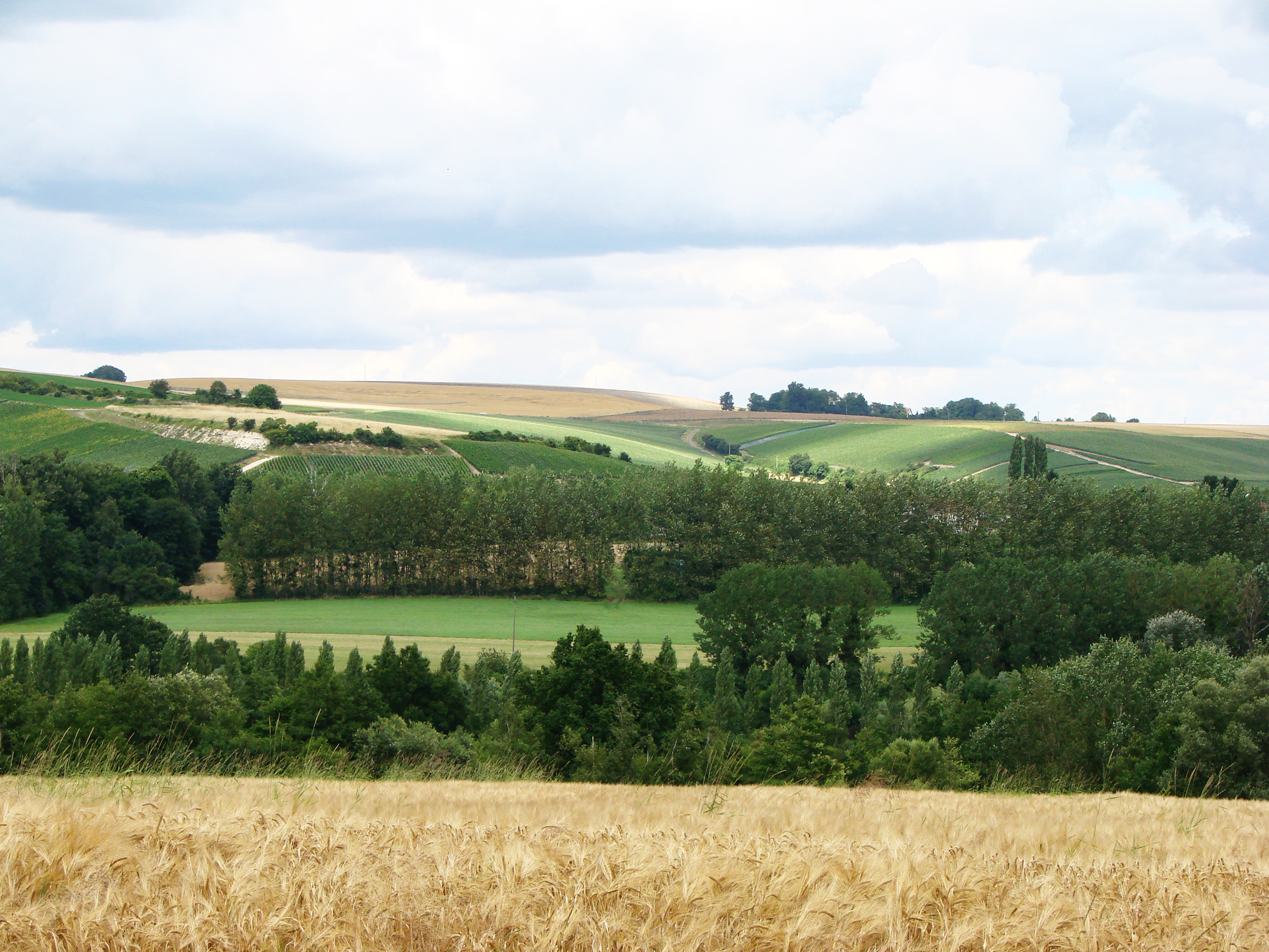
Das Tal der Ardre nahe Savigny-sur-Ardres

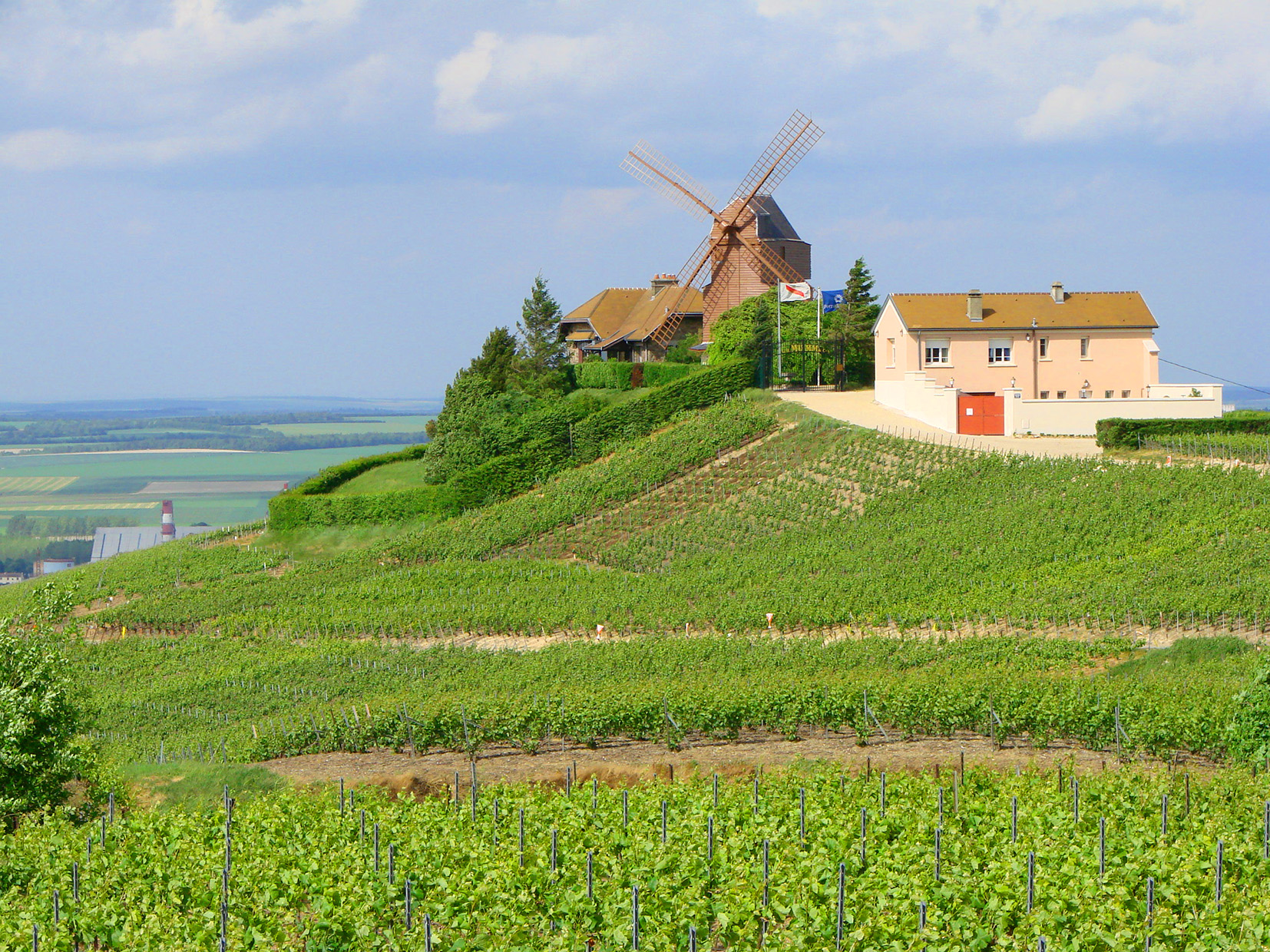
Mühle von Verzenay auf dem Nordhang der montagne de Reims.

Der Begriff „Montagne“ (franz. Gebirge) passt angesichts der geringen Höhe des Geländes nicht: Höchster Punkt der Montagne de Reims ist der Mont Sinaï mit 286 Meter. Der Eindruck eines Gebirges ergibt sich daraus, dass sich der Rand des Höhenzuges aus der flachen Tiefebene (80 Meter) als Schichtstufe mit einer 150 bis 200 Meter hohen und steilen Bruchlinie erhebt. Die flache Ebene ist Teil des Pariser Beckens und die Montagne de Reims ist als erste Kalkschichtstufe die östliche Begrenzung der Île-de-France, die sich als "Côte des Blancs" südlich der Marne fortsetzt.
Entlang dieser Kalk-Schichtstufe liegen zahlreiche Champagner-Weingüter.
Die 6200 Hektar Wald, die öffentlichen Gebietskörperschaften gehören, sind in einer gemeinsamen Forsteinrichtung bewirtschaftet, dem Office national des forêts (ONF). Die 13800 Hektar Privatwald unterliegen der Bedingung, den Fortbestand des Massifs zu gewährleisten. Mehr als 3500 Hektar Wald des Naturparks gelten als Habitat und sollen ins Netzwerk Natura 2000 aufgenommen werden. Auf dem Südhang besteht bereits ein 1725 Hektar große Fläche, die dort aufgenommen wurde.

## Naturpark

Logo des Naturparks

Der französische Naturpark parc naturel régional de la Montagne de Reims umfasst einen großen Teil der Landschaft Montagne de Reims und wurde im Jahre 1976 gegründet. Der 530 Quadratkilometer große Park ist vor allem bekannt für die Süntel-Buchen (eine Form der Rotbuche), von denen dort über 800 Exemplare stehen. Süntel-Buchen sehen so bizarr verdreht aus wie Bonsai-Bäume und werden selten höher als 15 Meter.  Das Naturparkhaus „Maison du Parc“ befindet sich in Pourcy.

## Fauna
Die Fauna besteht aus großen Säugetieren wie zum Beispiel Wildschweine, Hirschen, deren Bestand in den 1950er Jahren wieder eingeführt wurde, und Rehen. Die kleinen Säugetiere sind auch vertreten, wie zum Beispiel Wiesel, Marder, Hermeline, Fuchs, Dachse und Wildkatzen.
Man findet auch einige für europäische Wälder typische Reptilienarten wie Eidechsen.
Die Amphibien die man dort hauptsächlich findet sind:
- Frösche: (grüner Frosch, Rotfrosch, Springfrösche)
- Kröten
- Molche (Wassermolch, Fadenmolch, Bergmolch).

Die Vogelfauna ist in diesen Bergen auch sehr vielfältig und groß. Es gibt Turmfalken und Greifvögel wie den Mäusebussard und den Wespenbussard. Die Montagne de Reims beherbergt ebenfalls sieben Fledermausarten, darunter die Art Großes Mausohr.

## Flora

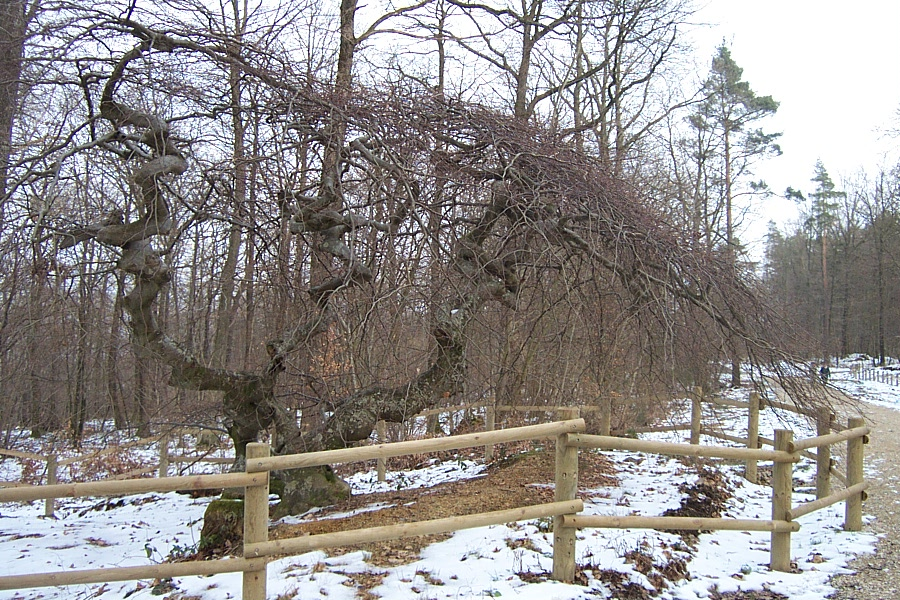
Faux de Verzy, Buchenwald in der montagne de Reims

Im Naturpark gibt es typische Exemplare der kontinentalen Flora und der atlantischen Flora. Im Massiv stehen überwiegend Laubwälder, darin gibt es viele morbide Bäume und viel Totholz. Die Wälder stehen auf einem großen Plateau aus lehmhaltigem Kalk umhüllt von Schluff.
Eichenhaine dominieren diesen Raum (60 % Eichen); daneben findet man Eschen (10 %), Koniferen (Waldkiefer (Pinus sylvestris) und Schwarzkiefer), Rotbuchen (Fagus sylvatica) und Weißbuchen. Die säureliebenden Buchenhaine sind auf das Vorkommen der sandig-schluffigen Böden zurückzuführen. Man findet auch mit Kalkmagerrasen Lichtungen.
Dutzende von Quadratkilometern sind von Dickicht und Niederwald bedeckt. Daran erkennt man die ehemalige Nutzung des Waldes: jahrhundertelang versuchte man, dort soviel (Brenn)holz wie möglich in möglichst kurzer Zeit zu erzeugen.

## Weinbau

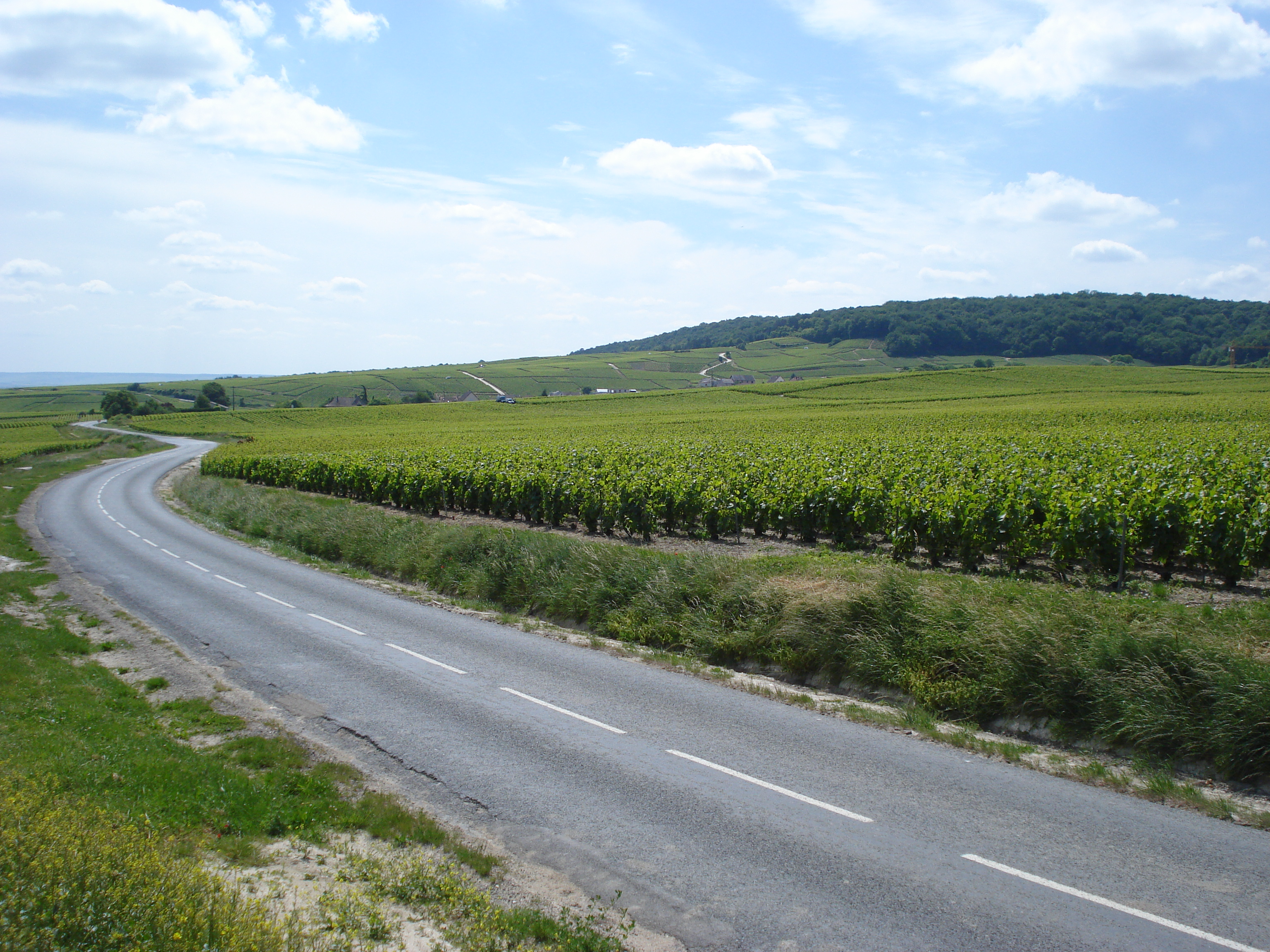
Weinberge in Trépail

Nach der Waldregion benannt ist auch die Appellation Montagne de Reims, eine etwa 8000 Hektar umfassende Appellation d’Origine Contrôlée. Dort werden die drei Rebsorten Pinot Noir, Pinot Meunier und Chardonnay kultiviert (etwa im Verhältnis 40:30:30). Zu den Weinorten gehören Vrigny, Coulommes-la-Montagne, Pargny-lès-Reims, Jouy-lès-Reims, Ville-Dommange, Sacy, Écueil, Chamery, Sermiers, Villers-Allerand, Rilly-la-Montagne, Chigny-les-Roses, Ludes, Mailly-Champagne, Verzenay, Verzy, Villers-Marmery, Trépail, Ambonnay, Louvois, Tauxières-Mutry, Bouzy, Avenay-Val-d’Or, Mutigny, Ay, Dizy, Cumières, Hautvillers und Champillon.